# Le Skylab
Pour l’article homonyme, voir Skylab.
Pour plus de détails, voir Fiche technique et Distribution.
Le Skylab est un film français réalisé par Julie Delpy en 2011.

## Synopsis
L'action se passe en juillet 1979, pendant les quelques jours où la France a craint la chute de la station spatiale Skylab sur son sol. Une grande famille se réunit pour un week-end d'été dans sa maison de campagne. Le film recrée l'atmosphère de l'époque, les conversations entre adultes ou entre enfants... En particulier, on suit le point de vue d'Albertine, une jeune fille de 11 ans, et sa découverte des émois de l'adolescence.

## Fiche technique
Sauf indication contraire, les informations mentionnées dans cette section peuvent être confirmées par la base de données cinématographiques IMDb,  présente dans la section « Liens externes ».
- Titre : Le Skylab
- Réalisation et scénario : Julie Delpy
- Producteur : Michael Gentile
- Coproducteur : Serge Hayat
- Sociétés de production : The Film
- Productrice associée : Lauraine Heftler
- Assistant de production : David Pierret
- Directeur de production : Pascal Bonnet
- 1er assistant : Jérôme Borenstein
- Régie : Bertrand Girard
- Casting : Stéphane Batut et Stéphane Zito
- Casting enfants : Elsa Pharaon
- Directeur de la photographie : Lubomir Bakchev (AFC)
- Son : Michel Casang
- Chef décorateur : Yves Fournier
- Décors : Philippe Cord'homme
- Repérages : Valérie Novel
- Effets spéciaux : Mikros Image
- Cascades : Daniel Vérité et Stéphane Fouassier
- Créateur costumes : Pierre-Yves Gayraud
- Chef costumière : Cristina Mirete
- Maquillage : Marie Lastennet
- Directeur post-production : Isabelle Morax
- Montage image : Isabelle Devinck
- Montage son : Alexandre Widmer
- Mixage : Stéphane Thiebault
- Matériels de tournage : Panavision
- Supervision musicale :  Matthieu Sibony
- Sociétés de production : The Film, Mars Films, France 2 Cinéma, Tempête Sous Un Crâne Production, Canal+, CinéCinéma, Backup Films, des SOFICA, Arte
- Soutiens à la production : région Bretagne, le CNC et la Mairie de Paimpont.
- Banques : Neuflize OBC et Natixis Coficiné
- Pays d'origine :  France
- Langues : français et anglais
- Format : couleur - 35 mm - 1.85:1
- Son : Dolby Digital
- Genre : comédie
- Durée : 113 minutes
- Date de sortie : 5 octobre 2011
- Visa d'exploitation n°125967
- Budget : 4.87M€[1]
- Box-office France : 258 056 entrées[2] (361 392 entrées sur toute l'Europe)

## Distribution
- Bernadette Lafont : Mamie Amandine
- Emmanuelle Riva : Mémé Lucienne, la mère d'Anna
- Éric Elmosnino : Jean, fils d'Amandine
- Julie Delpy : Anna, femme de Jean
- Aure Atika : Tante Linette, femme de Fredo
- Jean-Louis Coulloc'h : Tonton Fredo, fils d'Amandine
- Noémie Lvovsky : Tante Monique, fille d'Amandine
- Candide Sanchez : Tonton Gustavo, mari de Monique
- Denis Ménochet : Tonton Roger, fils d'Amandine
- Valérie Bonneton : Tante Micheline, femme de Roger
- Albert Delpy : Tonton Hubert, frère d'Amandine
- Vincent Lacoste : Christian, fils de Fredo
- Sophie Quinton : Tante Clémentine, fille d'Amandine
- Marc Ruchmann : Tonton Loulou, mari de Clémentine
- Michelle Goddet : Tante Suzette, fille d'Amandine
- Luc Bernard : Tonton Joseph, mari de Suzette
- Lou Alvarez : Albertine, fille de Jean
- Karin Viard : Albertine adulte
- Leo Michel-Freundlich : Robert, fils de Fredo
- Lily Savey : Sissi, fille de Monique
- Maxime Julliand : Pierre, petit-fils d'Amandine
- Antoine Yvard : Philippe, petit-fils d'Amandine
- Anne-Charlotte Moquet : Catherine, petite-fille d'Amandine
- Pierre-Louis Bozonnet : Romain, petit-fils d'Amandine
- Mathilde Bozonnet : Petite-fille d'Amandine
- Chloé Antoni : Valérie, petite-fille d'Amandine
- Anjelo Souny : Henri, petit-fils d'Amandine
- Félicien Moquet : Jean-Luc, petit-fils d'Amandine
- Sandrine Bodenes : Chantal, amie de Jean, nudiste
- Anthony Kimmerle : Matthieu, fils de Chantal, nudiste
- Anaïs Duclos : Petite-amie de Christian
- Clara Korzylecka : Petite-amie de Christian
- Elisa Le Cam : Fille d'Albertine
- Noah Huntley : Jonathan, mari d'Albertine
- Roland Menou : Le satyre du train en 1979
- Julian Blight : Le jeune homme du train en 1979
- Christian Erickson : Toby (dans le train)
- Paul Bandey : Richard (dans le train)
- Jérôme Chappatte : Jean-Jacques (dans le train)
- Lee Delong : Jessica (dans le train)
- Lisa Jacobs : La femme anglaise ( dans le train)
- Franck Mercadal : Un homme
- Hélène Milano : Une femme
- Aramis Bakchev-Arcé : Arthur
- Lionel Jospin : Lui-même (images d'archives - non crédité)
- Patrick Poivre d'Arvor : Lui-même (images d'archives - non crédité)

## Autour du film
Pendant l'un des repas de la famille, un reportage télévisé ayant pour sujet le Skylab est diffusé. Il s'agit d'images d'archive où l'on peut apercevoir Patrick Poivre d'Arvor et Lionel Jospin.
Dans le film, un poster du film Alien, Le 8ème passager est visible sur un des murs de la gare de Saint-Malo.
Dans le film, un extrait de la série télévisée What's New, Mr. Magoo ? est en cours de diffusion dans le téléviseur.
Au moment d'aller voir les nudistes sur la plage est entendue la célèbre réplique allons-y, Alonso (prononcée par Jean-Paul Belmondo dans le film de Jean-Luc Godard Pierrot le Fou).
Le train arrivant en gare de Saint-Malo au début du film est tracté par une CC 72000.
Le film est dédié à la mère de Julie Delpy, l'actrice Marie Pillet décédée en février 2009.
Lou Alvarez lit la bande dessinée Rahan dans le train.

## Lieux de tournage
- Forêt de Paimpont (Ille-et-Vilaine)
- gare SNCF de Saint-Malo
- Saint-Pierre-Quiberon[3]
- Départements de l'Eure, du Morbihan et de la Seine-Saint-Denis.
- Gare de Pont Audemer, Eure, (27) 6,7 juillet 2010[4] .

## Musiques additionnelles
Lou Alvarez chante la chanson Ni trop tôt, ni trop tard, rendue célèbre par Jeanne Moreau. Noémie Lvovsky chante Bambino. Eric Elmosnino chante Les Anarchistes de Léo Ferré.
Born to be alive de Patrick Hernandez, Alone Again (Naturally) de Gilbert O'Sullivan et It's Five O'Clock des Aphrodite's Child ambiancent la soirée dansante.
On peut entendre La Ballade des gens heureux de Gérard Lenorman interprétée par Albert Delpy et L'Été indien de Joe Dassin, tubes de l’année 1975. Durant la scène où les enfants regardent la télévision, on peut voir un extrait d'Hallelujah de Gali Atari et Milk & Honey, chanson gagnante du Concours Eurovision 1979. En revanche, le morceau punk du groupe Dead Kennedys Too Drunk to Fuck entendu pendant la scène de la boum est un anachronisme, car sorti en mai 1981.

## Distinctions

### Récompenses
- Prix spécial du jury au festival de Saint-Sébastien 2011

### Nominations
- Festival de Saint-Sébastien 2011 :
  - Coquillage d'Or du meilleur film
  - Coquillage d'Or du meilleur film
- Sélectionné au Festival international du cinéma indépendant Off Plus Camera de Cracovie en 2013
- Festival du Film Français d'Helvétie 2011 : Journée blanche pour Julie Delpy